# Guillermo Barros Schelotto
Guillermo „Mellizo” Barros Schelotto (ur. 4 maja 1973 w La Placie) – argentyński piłkarz. Jego brat bliźniak Gustavo Barros Schelotto, nosi przydomek El Mellizo, czyli bliźniak.

## Kariera
W 1991 roku Guillermo rozpoczął profesjonalną grę w klubie ze swojego rodzinnego miasta, Gimnasia y Esgrima La Plata. W ciągu 6 lat zagrał w 181 meczach zdobywając 41 goli. Sezon 1996/97 był dla niego przełomowy – w rozgrywkach ligowych strzelił wtedy 14 bramek. Nie pozostało to niezauważone, stołeczny klub Boca Juniors zaproponował mu kontrakt, a także bratu. Bez wahania przenieśli się do Buenos Aires.
Schelotto spędził tam 10 lat. Przez ten czas zaskarbił sobie szacunek u kibiców. Na długo w ich pamięci pozostanie jeden jego wyczyn: podczas Superclasico przeciwko River Plate 26 marca 2006 roku wszedł na ostatnie 10 minut spotkania. Przy stanie 1-0 dla przeciwników z zimną krwią wykorzystał karnego i wyrównał wynik meczu.
19 kwietnia 2007 roku wygasł mu kontrakt z Boca Juniors. Skorzystał na tym amerykański klub Columbus Crew zatrudniając Argentyńczyka na dwa lata. Zadebiutował tam 12 maja przeciwko Kansas City Wizards wchodząc na 15 minut. Sezon 2007 zakończył mając na koncie 22 meczów, w których zaliczył 11 asyst i 5 goli.
Rok później zagrał w 30 meczach, strzelił siedem bramek oraz zanotował 17 asysty. Został wybrany najlepszym piłkarzem MLS sezonu 2008, wyprzedził Landona Donovana i Cuahtémoca Blanco.